# Sarah Gengler
Sarah Jane Gengler (Milwaukee, 15 de febrero de 1963) es una deportista estadounidense que compitió en remo.
Ganó dos medallas de plata en el Campeonato Mundial de Remo, en los años 1987 y 1990.
Participó en dos Juegos Olímpicos de Verano, ocupando el quinto lugar en Seúl 1988 (cuatro con timonel) y el sexto en Barcelona 1992 (ocho con timonel).

## Palmarés internacional
| Campeonato Mundial | Campeonato Mundial     | Campeonato Mundial | Campeonato Mundial |
| Año                | Lugar                  | Medalla            | Prueba             |
| ------------------ | ---------------------- | ------------------ | ------------------ |
| 1987               | Copenhague (Dinamarca) | Medalla de plata   | Ocho con timonel   |
| 1990               | Tasmania (Australia)   | Medalla de plata   | Ocho con timonel   |